# Carl Valeur
Carl Valeur (født 14. oktober 1846 i Sønder Tranders, død 6. januar 1929 i Hellerup) var en dansk birkedommer. 
Valeur var søn af proprietær Christian Verner Valeur og Elisabeth Cathrine f. Munck. Efter hans forældres tidlige død blev han indlogeret hos sin onkel, generaldecisor Jens Jetsmark i København. Han blev student fra Metropolitanskolen i 1864 og cand.jur. i 1872. Efterfølgende vendte han tilbage til Jylland, hvor han fungerede som fuldmægtig ved Fleskum Herred.  I 1890 blev han byfoged i Randers og blev i disse år en nær bekendt af Prins Christian, som var indskrevet på byens befalingsmandsskole.
Efter et par års tjenestetid som byfoged i Rudkøbing blev Valeur i 1900 Valdemar Oldenburgs efterfølger som birkedommer i Københavns Amts Nordre Birk, et stort birk og en repræsentativ stilling, eftersom hoffet havde sin sommerresidens på Bernstorff Slot,  der omkring århundredeskiftet var et samlingssted for Europas fyrster. Valeur sad desuden i bestyrelsen for Fængelsselskabet i København og for Foreningen til Fremme af Hundens Anvendelse i Politiet. Han var Ridder af Dannebrog samt modtager af den russiske Skt. Stanislaus Orden od den siamesiske Krone Orden.
Ved Retsplejelovens indførsel i 1919 blev Valeurs embede delt, og han tog sin afsked.  Han var Ridder af Dannebrog samt modtager af den russiske Skt Stanislaus Orden og den siamesiske Krone Orden. Desuden er Valeurvej i Hellerup, anlagt i 1934, opkaldt efter ham.  
Valeur giftede sig i 1874 med Cæcilie Sophie Nicoline Louise f. Møller, datter af præst Erik Høyer Møller. Deres søn Poul Valeur var kreditforeningsdirektør.